# Ильинское (Панинское сельское поселение)
Ильинское — село в Фурмановском районе Ивановской области России, входит в состав Панинского сельского поселения.

## География
Расположено на берегу реки Шача в 8 км на северо-восток от центра поселения деревни Панино и в 11 км на север от райцентра города Фурманов.

## История
В XVII веке по административно-территориальному делению село входило в Костромской уезд в волость Емстну. В 1628 году упоминается церковь «святого пророка Ильи в селе Ильинском на реке на Шаче». В сентябре 1616 года «в селе Ильинском двор кн. Петра, 2 двора пустых, в них жили крестьяне и их убили литовские люди». В июне 1644 года «запечатана грамота на Плесо Успенскому протопопу Никите по челобитью князь Михаила да князь Семена Волконских, а велено ему в Нагорной половине в селе Ильинском церковь Ильи пророка да Николы чуд. освятить».
В селе было две церкви. Обе построены на средства Пелагеи Ивановны Волковой. Первая летняя каменная с колокольней была построена в 1743 году, престол в честь Пророка Илии. Другая зимняя, тоже каменная, построена в 1746 году, престол в честь святителя Николая Чудотворца.
В конце XIX — начале XX века село являлось центром Ильинско-Введенской волости Нерехтского уезда Костромской губернии, с 1918 года — в составе Середского уезда Иваново-Вознесенской губернии.
С 1929 года село являлось центром Ильинского сельсовета Середского района Ивановской области, с 1954 года — в составе Медведковского сельсовета, с 1974 года — в составе Панинского сельсовета, с 2005 года — в составе Панинского сельского поселения.

## Население
| 1872 | 1897 | 1907 | 2002 | 2010 |
| ---- | ---- | ---- | ---- | ---- |
| 132  | ↗156 | ↗160 | ↘6   | ↗16  |

## Достопримечательности
В селе расположена недействующая Церковь Николая Чудотворца (1746).